# Aréole (anatomie)
Pour les articles homonymes, voir Aréole.
L'aréole est la zone de peau circulaire pigmentée située sur la face antérieure du thorax autour du mamelon. Elle est présente chez les hommes et les femmes.

## Développement embryonnaire
Le développement du complexe aréole-mamelon débute dans les 12e à 16e semaines de gestation, avec la différenciation des cellules mésenchymateuses dans les composants des muscles lisses. La différenciation du parenchyme mammaire et le développement et la pigmentation du complexe mamelon-aréole commencent vers la 32e semaine de gestation et se poursuivent jusqu'à la 40e semaine. Ce processus de développement est le même pour les deux sexes.

## Anatomie
Le mamelon et l’aréole forment une unité appelée plaque aréolo-mamelonnaire (PAM).
De taille variable selon les individus, l'aréole atteint en général un diamètre de 2 à 6 cm mais peut recouvrir entièrement la surface du sein ou être à peine visible. Sa surface pigmentée, sans délimitation nette, peut présenter différentes couleurs du brun foncé au rose clair. La pigmentation de l’aréole se renforce pendant la grossesse. 
La peau, épaisse en périphérie, s’amincit au voisinage de l’aréole. Il n'y a pas de tissu graisseux prémammaire à ce niveau, la peau de cette zone étant directement fixée au réseau fibroconjonctif constituant les ligaments suspenseurs du sein.

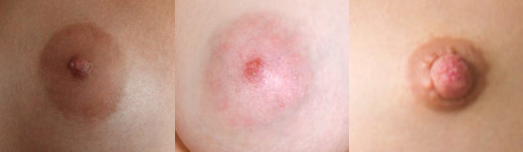
Trois différentes formes d'aréole sur peau claire.

Sa surface est parsemée d'une vingtaine d'éminences formées par des glandes sébacées particulières, les glandes aréolaires ou tubercules de Montgomery. Ces glandes sécrètent une substance huileuse qui agit comme un lubrifiant pour l'aréole et le mamelon et les protègent contre les infections et le dessèchement. 
Elle est séparée de la glande par le muscle aréolaire constitué essentiellement de fibres circulaires. Sous l’influence de divers stimuli (froid, succion, excitation sexuelle...), la contraction de ce muscle réduit la surface aréolaire et crée une érection du mamelon, c’est ce que l’on appelle le thélotisme.